# Savoisy
Savoisy é uma comuna francesa na região administrativa da Borgonha-Franco-Condado, no departamento de Côte-d'Or. Estende-se por uma área de 24,9 km². Em 2010 a comuna tinha 200 habitantes (densidade: 8 hab./km²).